# Burscucani
Bursccucani – wieś w Rumunii, w okręgu Gałacz, w gminie Bălăbănești. W 2011 roku liczyła 588 mieszkańców.